# Democracia Tutelada
A Democracia Tutelada (Chinês simplificado: 辅导式民主, Pinyin: Fǔdǎo shì mínzhǔ) é o conceito tridemista que busca explicar e estabelecer os estágios do governo pós-revolução. Segundo o próprio idealizador, Sun Yat-sen, o processo seria executado passando por um governo revolucionário militar liderado pelo partido para derrubar o antigo regime, seguido do "Governo tutelar", onde o partido deveria se estabelecer para educar e aplicar o socialismo sem interferir nas crenças ou nacionalidades étnicas presentes no estado, e, por fim, estabelecer um governo constitucional de participação popular. Tanto o Partido Comunista da China quanto o Kuomintang (Partido Nacionalista da China) debatem e interpretam sobre a "Democracia Tutelada" e como ela realmente deveria ser implementada, a partir de suas proprias visões ideológicas.

## Aplicação

### China
A democracia tutelada foi colocada em pratica, a partir da observações de historiadores como Keith Schoppa e Arif Dirlik, na China; Onde o primeiro estágio seria o estabelecimento em 1917 da Junta de Proteção Constitucional (Governo Revolucionário Militar), seguido do Governo da República da China em Guangzhou(Governo tutelar) e por fim o inicio do Governo Nacionalista, que virou o "Governo Constitucional" a partir de 1946, ficando em segundo plano de 1928 até este ano devido a Guerra Civil Chinesa e a Segunda Guerra Mundial. No Maoísmo, a Democracia Tutelada foi reintroduzida como "Nova Democracia", a partir da construção de sua releitura tirada dos "Novos Três Princípios do Povo", ou simplesmente, Neotridemismo; 

### Taiwan
Por outro lado, em relação a Mao, Chiang Kai-shek, que controlava o partido de Sun Yat-sen, o Partido Nacionalista da China, havia ficado dentro do estagio de governo tutelar dentre 1928 até sua morte em 1975, devido a Lei marcial implementada em Taiwan após a eclosão da Revolução Comunista Chinesa.[carece de fontes?]

### Singapura
Na Singapura, não houve de fato tal processo. o governo da Singapura se tornou um estado tridemista de partido dominante sob controle do Partido de Ação Popular (PAP), passando de uma colônia britânica para uma república durante os anos 1950, de modo que, o Princípio de subsistência foi facilmente implementado ao país no final dos anos 2000.